# Col de Ngang
Le col de Ngang (lit: « Col horizontal »; vietnamien: Đèo Ngang; ancien: Porte d'Annam) est un col au Bắc Trung Bộ, Viêt Nam.
Le col fait office de frontière naturelle entre les provinces de Hà Tĩnh et Quảng Bình. Il gênait la circulation avant la construction du tunnel de Ngang. Il se trouvait autrefois sur le passage de l'ancienne Route mandarine qui longeait le Vietnam du nord au sud.
Au sommet de la montagne, il y a un arc en pierre avec un large passage, dit la 'porte d'Annam' (Hoành Sơn Quan). Bà Huyện Thanh Quan composa un poème célèbre quand elle passa ici. Depuis ce point s'offre un large panorama sur la baie de Vung Chua.